# Лисичкин, Геннадий Степанович
Геннадий Степанович Лисичкин (5 ноября 1929 — 22 апреля 2021) — советский и российский экономист. Народный депутат СССР.

## Биография
Окончил МГИМО, работал председателем колхоза на целине в Казахстане с 1953 по 1956 годы. По материалам работы в колхозе защитил диссертацию. Работал в посольстве СССР в Югославии. Печатался в «Сельской жизни». Также редактор отдела газеты «Известия», экономический обозреватель «Правды». После 1969 года работал в АН СССР. Доктор экономических наук. Некоторое время работал заведующим сектором Института экономики мировой социалистической системы АН СССР в Москве. Член КПСС. Член союза писателей Москвы.
Принадлежал к реформаторскому направлению советских экономистов-товарников, которое разрабатывало альтернативную официальной программу развития аграрной сферы и общества в целом, большой резонанс вызвала его книга «План и рынок». Подвергался критике за свои прорыночные взгляды.

Имя Геннадия Степановича Лисичкина стояло «на картотеке» в Главлите (в цензуре). … «На картотеке» — это советский вид остракизма. Если что-то на картотеке, то на это в литературе не может быть, не допускается цензурой ни малейших положительных, даже нейтральных ссылок и упоминаний. Допускаются только негативные, лучше — погромные.— 
В 1975 году член-корреспондент ВАСХНИЛ К. П. Оболенский писал в ЦК КПСС помощнику Генерального секретаря В. А. Голикову:

Уважаемый Виктор Андреевич! В числе вопросов, о которых я хотел Вас проинформировать лично, как помощника т. Брежнева Л. И., был вопрос, связанный с противодействием осуществлению решений Мартовского (1965) Пленума ЦК КПСС со стороны тесно сполоченной и организованной группы экономистов, в состав которой входят Венжер, Лисичкин, Буздалов, Кассиров, Лемешев, Никифоров, Шмелёв, Карлюк и др. Эти экономисты в газетах, журналах, в отдельных книгах выступали с критикой решений Мартовского (1965) Пленума ЦК КПСС (денежные лимиты вместо планов; прибыль как единственный показатель эффективности и как цель производства и т. п.). Хотя печатная продукция этих экономистов получила отрицательную оценку, но эта оценка не нашла должного резонанса. К тому же они не выступали с критикой своих порочных концепций. Аспиранты, преподаватели вузов продолжают ссылаться на эту литературу как на марксистско-ленинскую. Все это вносит большую путаницу в экономическую теорию и практику, вредит развитию экономической теории.— 
В 1989—1991 народный депутат СССР от АН СССР. Работал в комиссии Совета национальностей Верховного Совета СССР по вопросам социального и экономического развития союзных и автономных республик.
В 1990-е годы совместно с актрисой Людмилой Касьяновой и ещё 5 партнёрами открыл в подвале Киноцентра пивной бар «У Фауста».
Последние годы жизни работал  главным научным сотрудником Института экономики РАН.

## Сочинения
- План и рынок. — М.: Экономика, 1966. — 96 с.
- Что человеку надо? — М.: Советская Россия, 1974. — 192 с.
- Тернистый путь к изобилию : Очерки / [Послесловие А. Стреляного]. — М.: Советский писатель, 1986. — 604 с.
- Лисичкин, Геннадий Степанович. Социализм: «новое» видение перспектив? : [Перевод] — М. : Изд-во Агентства печати «Новости», 1989. — 87,[1] с. : ил.
- Геннадий Лисичкин. Мифы и реальность. — М.: Знание, 1989. — 62 с. ISBN 5-07-000625-8
- Геннадий Лисичкин. Карл Маркс — злейший враг российских большевиков. — Полифакт, Конкорд, 1993. — 112 с. ISBN 5-7815-1871-1
- Геннадий Лисичкин. Капкан для реформаторов. — М. : Академкнига, 2002. — 174 с.